# Быскар
Быска́р — бывшее (затопленное) село Краснотуранского района в южной части Красноярского края России. Стояло  на реке Быскар.

## География
Находилось в районе залива Быскар Красноярского водохранилища; районный центр — село Краснотуранск.

## Климат
Климат резко — континентальный с холодной зимой и жарким летом, суровый, с большими годовыми и суточными амплитудами температуры. Максимальная высота снежного покрова 46 см. Среднемесячная температура января колеблется от −23,5 ºС до −21,0 ºС, июля от +19,8 ºС до +18,8 ºС. Среднегодовая температура составляет −0,6 ºС ÷ −1,6 ºС. Годовая сумма осадков составляет 389 мм, причем большая ее часть выпадает в теплый период года (82 % от годовой суммы).

## История
Основано в 1735 (по другим данным, в 1758) году. Первый поселенец — крестьянин Елизарий Вакулин.

Как рассказывает Нина Федоровна, в девичестве Углева, 
через три дома от их избы стоял дом, где останавливался на ночлег по пути в сибирскую ссылку В.И. Ленин. Возможно, вождя революции видела бабушка Нины Федоровны Углева Ульяна.
Сама деревня раскинулась как бы хуторками. Часть деревни называлась База. Центр – Амур, там был клуб, в котором проходили выборы и ставили концерты. Была изба-читальня, где проходили собрания. Выстроена … контора, библиотека. Третья часть – Мангазины.
На въезде из Беллыка была мельница. Всё это – вдоль Енисея. Через деревню проходила речушка Быскар, впадающая в Енисей. Домов было более ста.
В марте 1959 года начали уезжать первые семьи. Не добровольно.
Причина в том, что в пятидесятых годах было принято решение о строительстве самой большой на то время Красноярской ГЭС и территории вдоль Енисея попадали под затопление. Одним из сотен поселений был Быскар.

В 1962 году в связи с возведением Красноярской ГЭС было затоплено, наряду со многими сёлами и райцентром (административным центром) — селом Краснотуранск. 
Водохранилищем было затоплено 120 тысяч квадратных километров сельскохозяйственных земель; из этих мест переселено около 60 тысяч человек.
Ныне — на дне Красноярского водохранилища.

### Память
- В 2001 году на горе, в том месте, где вода скрыла на дне Красноярского водохранилища село Быскар, установлен памятный крест[3].
  - Инициатор установки: Юрий Михайлович Чернов, дом отца которого скрыт под водой напротив места установки креста.
  - В сентябре 2002 года было произведено освящение креста.
- Залив Быскар[4].

## В культуре
- Документальный фильм «Быскар», авторский материал Татьяны Баулиной.

## Известные уроженцы
- Макаренко, Николай Николаевич, Герой Советского Союза.